# Anna Villar Argente
Anna Villar Argente (Montcada i Reixac, 29 de juny de 1983) és una ciclista catalana. Especialitzada en el ciclisme de muntanya ha guanyat el campionats d'Espanya diversos cops.

## Palmarès
- 2005
  -  Campiona d'Espanya sub-23 en Camp a través
- 2008
  -  Campiona d'Espanya en Marató
- 2009
  -  Campiona d'Espanya en Marató
- 2010
  -  Campiona d'Espanya en Camp a través
- 2012
  -  Campiona d'Espanya en Camp a través
  -  Campiona d'Espanya en Marató
  - 1a a la Copa Catalana Internacional
- 2013
  - 1a a la Pedals de Foc Non Stop[4]
- 2014
  - 1a a la Copa Catalana Internacional